# Alena Yiv
Pour les articles homonymes, voir YIV.

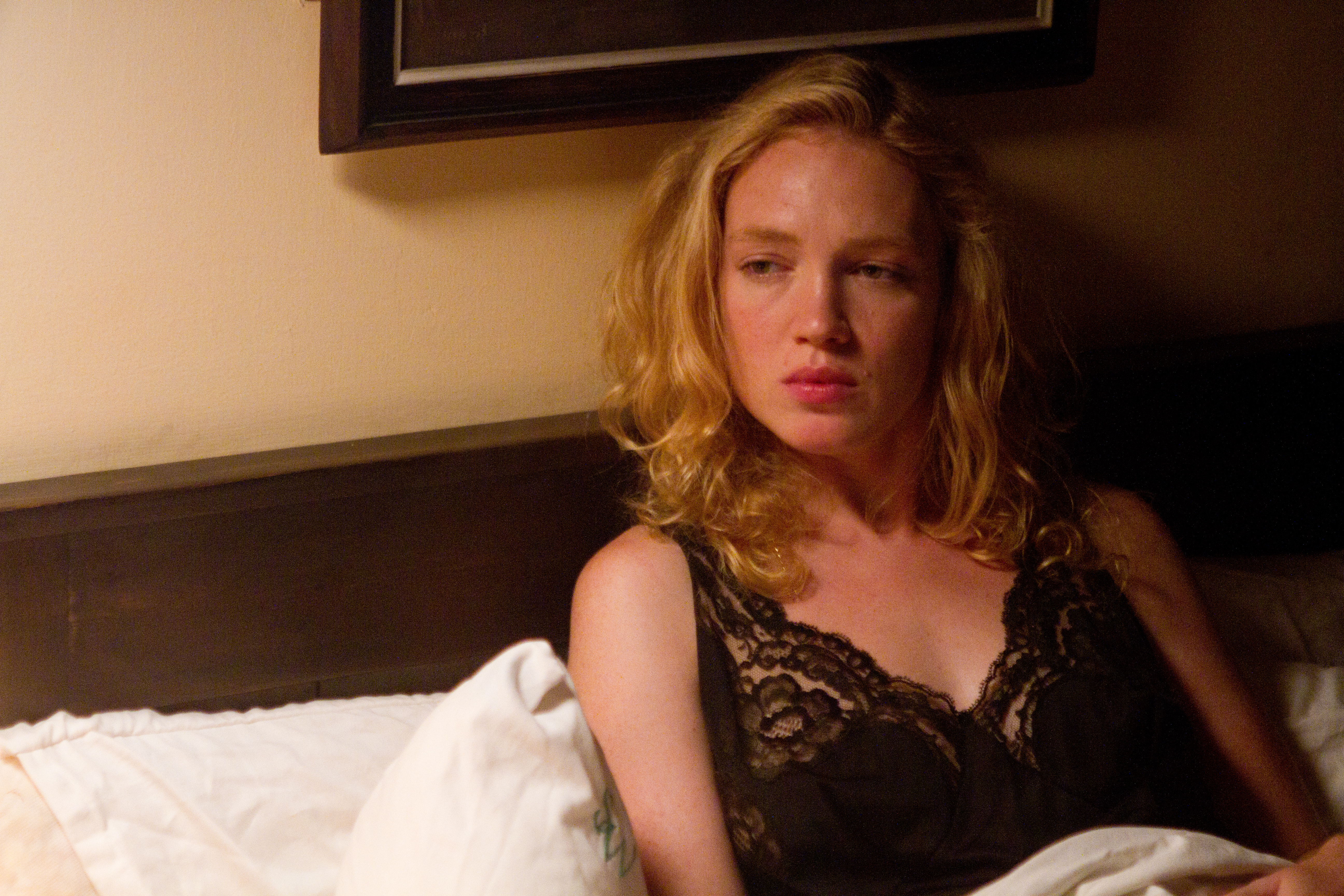
Alena Yiv dans le film de Dina Zvi Riklis Au Cinquième Ciel

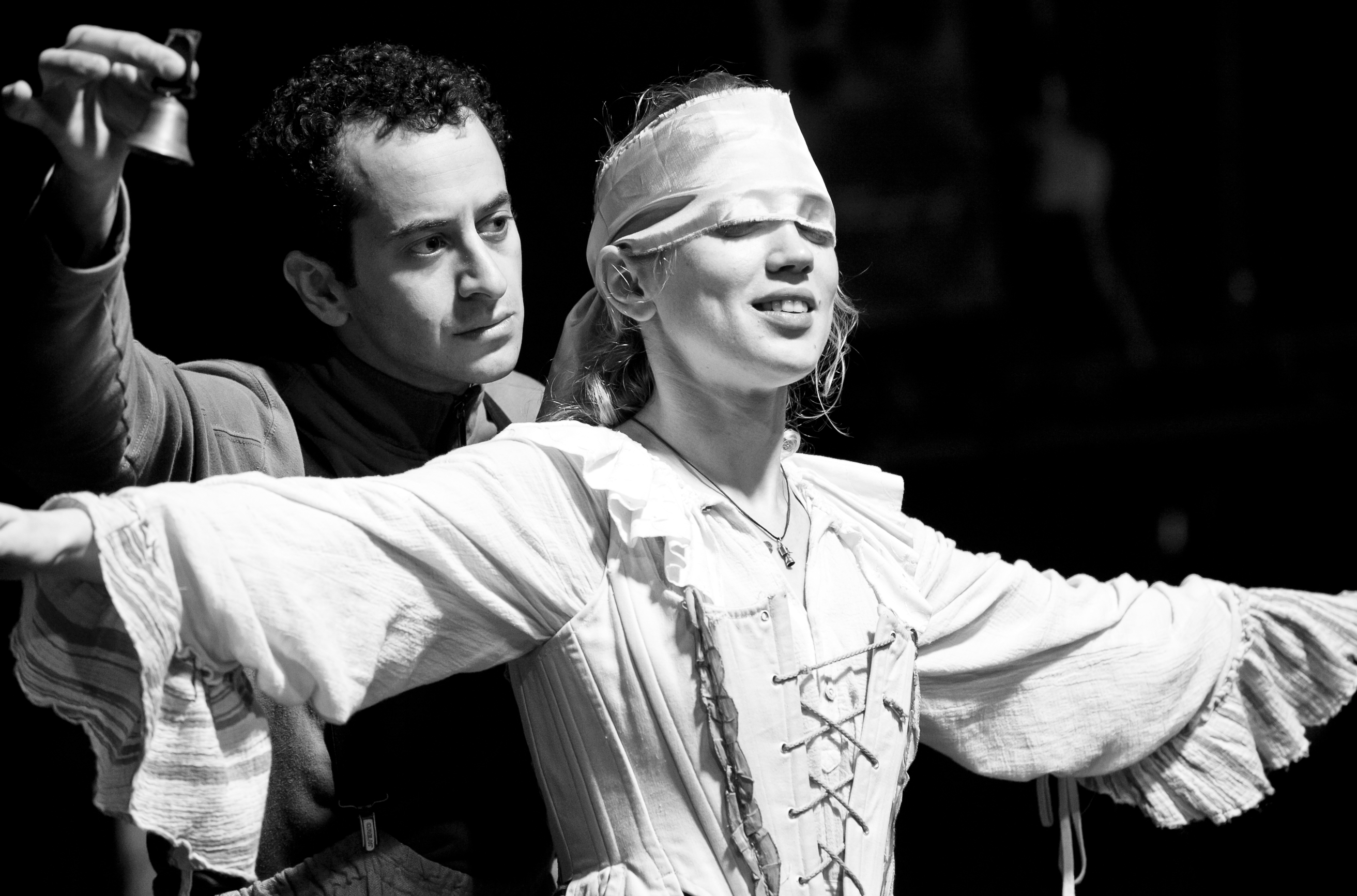
Alena Yiv au théâtre Gesher jouant le rôle de Dona Anna dans Dom Juan ou le Festin de pierre de Molière

Alena (Aliona) Yiv (en hébreu : אלונה איב), née le 11 novembre 1979 à Léningrad, est une actrice israélienne.

## Famille et enfance
Alona Yiv naît sous le nom Aliona (en russe : Алёна) Ovsyanik à Léningrad dans une famille originaire de Biélorussie. Son père Alexander Ovsyanik est économiste et sa mère Ludmila, psychologue. Elle a deux sœurs : l'une est économiste en Israël, l'autre, Ksenia (Xenia) Ovsyanick, vit à Londres où elle est ballerine, membre de l'ensemble du English National Ballet.
Dans son enfance, Alona s'établit avec sa famille dans la petite ville de Tikhvine, apprit à jouer au piano, et se distingua au patinage artistique. Après la chute de l'Union soviétique, la famille choisit  de retourner en Biélorussie. 
Quand elle eut 14 ans, Alona émigra seule en Israël dans le cadre du projet NAALE destiné à intégrer dans l'État juif d'Israël de jeunes Juifs du monde entier. Elle vécut d'abord dans le kibboutz Michmar Haémek où elle apprit l'hébreu, et habita ensuite dans le village de jeunesse David Raziel.
Après des études de sciences et de musique au lycée de Herzliya, elle commença des études de mathématiques au Technion de Haïfa. Elle passa ses loisirs à pratiquer l'athlétisme, visionner des films et lire des livres sur l'art du cinéma.
À l'âge de 21, après quatre ans, elle abandonna l'université, déménagea pour Jérusalem où elle suivit des études de cinéma au Collège Hadassa.

## Carrière
Elle fréquenta des cours d'art dramatique et joua dans le film Junior (2006). Cependant elle apparut dans des films de publicité, dans la série télévisée israélienne Sruggim, et aussi dans le film Kirot, où elle fut la doublure d'Olga Kurylenko.
Dans cette période-là, elle travailla comme assistante de réalisation de Avi Malka, fondateur et directeur de l'École Impro d'art dramatique.
En 2010, elle obtint le rôle principal dans la série israélienne Blue Natalie. Elle fut nommée pour le prix de la meilleure actrice de l'année de la télévision israélienne.
Au théâtre Gesher (Guecher) de Jaffa elle joua le rôle de Dona Anna dans Dom Juan ou le Festin de pierre de Molière, sous la direction de Alexander Morfov.
En 2012, elle joua le rôle principal féminin dans le film de Dina Zvi Riklis Ba-rakia hahamishi (Au Cinquième Ciel) et, en 2020 dans Asia.
En parallèle de son activité d'actrice de théâtre et de cinéma, Alona Yiv a mis en scène plusieurs films d'art vidéo et des clips vidéo.